# Туровецька сільська рада
Туровецька сільська рада — колишня адміністративно-територіальна одиниця та орган місцевого самоврядування в Андрушівському, Іванківському (Левківському), Коростишівському і Житомирському районах Волинської округи, Київської й Житомирської областей Української РСР та України з адміністративним центром у с. Туровець.

## Населені пункти
Сільській раді були підпорядковані населені пункти:
- с. Туровець
- с. Грабівка
- с. Кринички
- с. Лісівщина
- с. Мошківка

## Населення
Кількість населення ради станом на 1923 рік становила 1 136 осіб, кількість дворів — 255.
Відповідно до результатів перепису населення СРСР, кількість населення ради станом на 12 січня 1989 року становила 476 осіб.
Станом на 5 грудня 2001 року, відповідно до перепису населення України, кількість мешканців сільської ради становила 412 осіб.

## Склад ради
Рада складалася з 12 депутатів та голови.

### Керівний склад сільської ради
| ПІБ                      | Основні відомості                                                         | Дата обрання | Дата звільнення |
| ------------------------ | ------------------------------------------------------------------------- | ------------ | --------------- |
| Любченко Галина Іванівна | Сільський голова, 1956 року народження, освіта, член Партії регіонів      | 26.03.2006   | 31.10.2010      |
| Любченко Галина Іванівна | Сільський голова, 1956 року народження, освіта вища, член Партії регіонів | 31.10.2010   |                 |

Примітка: таблиця складена за даними джерела

## Історія
Утворена 1923 року в складі сіл Града, Моршківка (згодом — Мошківка), Туровець та Волосівської слободи (згодом — Лісовщина) Котелянської волості Житомирського повіту Волинської губернії.
Станом на 1 вересня 1946 року сільська рада входила до складу Коростишівського району Житомирської області, на обліку в раді перебували села Града і Туровець.
11 серпня 1954 року, відповідно до указу Президії Верховної ради Української РСР «Про укрупнення сільських рад по Житомирській області», підпорядковано села Грабівка, Осикове та Рудня (Грабівка) ліквідованої Руднє-Грабівської сільської ради Коростишівського району. 2 вересня 1954 року, відповідно до рішення Житомирського облвиконкому № 1087 «Про перечислення населених пунктів в межах районів Житомирської області», підпорядковано с. Кринички Харитонівської сільської ради, села Рудня і Осикове передані до складу Харитонівської та Шахворостівської сільських рад Коростишівського району відповідно. 29 вересня 1960 року, відповідно до рішення Житомирського облвиконкому № 685 «Про вилучення з обліку деяких населених пунктів Житомирської області», с. Града зняте з обліку.
На 1 січня 1972 року сільська рада входила до складу Житомирського району Житомирської області, на обліку в раді перебували села Грабівка, Кринички, Лісівщина, Мошківка і Туровець.
Ліквідована 30 грудня 2016 року через об'єднання до складу Станишівської сільської територіальної громади Житомирського району Житомирської області.
Входила до складу Андрушівського (7.03.1923 р.), Іванківського (Левківського, 20.06.1925 р.), Коростишівського (15.09.1930 р.) та Житомирського (4.01.1965 р.) районів.